# Ramón Martínez Segura
Ramón Martínez Segura (Carcaixent, 1908 – 1986) was een Spaans componist, dirigent, trompettist en muziekuitgever.

## Levensloop
Martínez Segura was na zijn muziekstudie vooral als trompettist, componist en dirigent van banda's (harmonieorkesten) en koren werkzaam. Hij schreef een aantal werken voor de door hem gedirigeerde verenigingen, die hij vooral later in zijn eigen muziekuitgeverij publiceerde.

## Composities

### Werken voor banda (harmonieorkest
- 1962 Gloria al héroe, paso doble
- 1967 Paz, amor y libertad, mars
- 1967 J. M Rodríguez Zubillaga,  paso doble
- 1973 Benaguasil, paso doble[1]
- 1973 Santiago Lope, paso doble
- 1974 La perla española, polka voor trompet en harmonieorkest
- 1974 Susana, polka voor trompet en harmonieorkest
- Alma Carcagentina
- La Fiesta del Corazón
- Luisa Martín, paso doble
- Semana Santa-Marquera

### Kamermuziek
- Un momento, voor klarinet en piano